# 1009

## Události
- V Quedlinburských letopisech poprvé zmínka o Litvě: „Sanctus Bruno, qui cognominantur Bonifacius, archiepiscopus et monachus, XI suae conversionis anno in confinio Rusciae et Lituae a paganis capite plexus, cum suis XVIII, VII. Id. Martii petiit coelos.“

- chalíf al-Hákim ničí Boží hrob

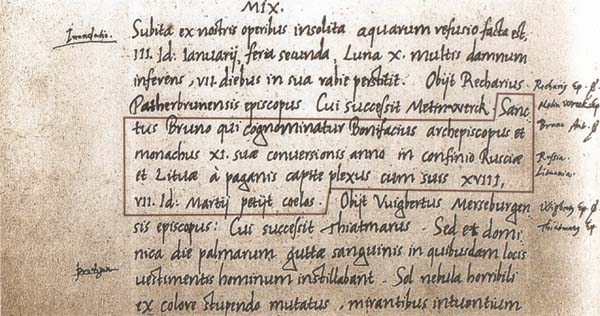
První zmínka o Litvě

- kníže Oldřich a Svatý Prokop (tehdy ještě poustevník) se skupinou jeho následovníků zakládají Sázavský klášter

## Narození
- Adéla Francouzská, francouzská princezna, normandská vévodkyně a poté flanderská hraběnka z dynastie Kapetovců († 1079)

## Úmrtí
- Bruno z Querfurtu, saský mučedník a svatý (* asi 970)
- červen nebo červenec – Jan XVIII., papež (* ?)

## Hlavy států
- České knížectví – Jaromír
- Svatá říše římská – Jindřich II.
- Papež – do června nebo července Jan XVIII. – od 31. července Sergius IV.
- Anglické království – Ethelred II.
- Francouzské království – Robert II.
- Polské knížectví – Boleslav I. Chrabrý
- Uherské království – Štěpán I.
- Byzanc – Basileios II. Bulgaroktonos
- Bulharsko – Samuel
- Chorvatsko – Křesimír III.
- Afghánistán – Mahmúd
- Čína – Šeng-cung (dynastie Liao), Čen-cung (dynastie Severní Sung)
- Lucembursko – Jindřich I.
- Gruzie – Bagrad III. Sjednotitel